# BiSimulation
「BiSimulation」（ビシミュレイション）、はBiSのメジャー・デビュー2枚目のシングル。2013年3月13日にavex traxから発売された。

## 概要
LIVE盤（CD+DVD、AVCD-48642/B）、MUSIC VIDEO盤（CD+DVD、AVCD-48643/B）、CD盤（CDのみ、AVCD-48644）の3タイプがある。それぞれ初回限定盤と通常盤でジャケット写真が異なる仕様になっている。また、LIVE盤の初回限定盤は、今作品を最後にBiSを脱退するワキサカユリカを全面的にフィーチャーした「初回限定ワッキーホンキーバイバーイ仕様」となっており、28ページのスペシャルブックレットが付属する。

## 収録内容

### CD
1. BiSimulation
作詞：BiS、作曲：日高央、編曲：松隈ケンタ
2. Hide out cut
作詞：JxSxK、作曲・編曲：松隈ケンタ
3. BiSimulation -Acappella-
4. Hide out cut -Acappella-
5. BiSimulation -Instrumental-
6. Hide out cut -Instrumental-

### DVD

#### LIVE盤
- 2012.7.13 LIVE"BiSメジャーデビュー記念直前大パーティ まだメジャーじゃないもん!! "@新宿LOFT

※2012年7月13日、新宿LOFTにて行われた“スクール水着ライブ”の模様を収録。

#### MUSIC VIDEO盤
1. MUSIC VIDEO “BiSimulation -color ver.-”
Directed by 丹羽貴幸
2. MUSIC VIDEO “BiSimulation -monochrome ver.-”
3. “BiSimulation” メイキング映像

### 初回封入特典
- ミニ生写真(6種ランダム封入) ※各タイプ共に。